# Прібілешть
Прібілешть, Прібілешті (рум. Pribilești) — село у повіті Марамуреш в Румунії. Входить до складу комуни Сатулунг.
Село розташоване на відстані 406 км на північний захід від Бухареста, 19 км на південний захід від Бая-Маре, 89 км на північ від Клуж-Напоки.

## Населення
За даними перепису населення 2002 року у селі проживали 755 осіб, з них 753 особи (99,7%) румунів. Усі жителі села рідною мовою назвали румунську.